# 장수풍뎅이
장수풍뎅이(Allomyrina dichotoma, 영어: Japanese rhinoceros beetle)는 장수풍뎅이아과의 곤충이다. 뿔의 생김새가 투구를 쓰고 있는 장수의 모습과 비슷하며 한국에서 가장 크고 힘센 풍뎅이라는 뜻으로 이런 이름이 붙었다.
몸 길이는 30-54mm(머리뿔 길이 제외), 30-85mm(머리뿔 길이 포함, 최대 90mm)로 체형은 굵고 튼튼하며, 몸 색깔은 전체적으로 밤색을 띤다. 수컷은 광택이 나지만, 암컷은 짧고 노란 털이 딱지날개에 빽빽히 나 있어 광택이 없다. 암컷은 이마에 세 개의 짧고 뾰 족한 돌기가 가로로 있다. 수컷은 머리에 긴 뿔이 나 있는데, 끝이 가지처럼 갈라져서 사슴의 뿔처럼 보인다. 또한 암컷은 가슴이 단순하나, 수컷은 가슴 앞쪽에 끝이 두 갈래로 갈라진 작은 뿔이 있다. 힘이 매우 강해서 자신의 몸무게의 50배가 넘는 물건도 들거나 끌 수 있다. 낮에는 땅 속에 숨어 있다가 밤에 나와서 활동한다. 주로 졸참나무, 상수리나무의 수액을 먹으며 산다. 성충은 6-9월에 나타나며, 짝짓기를 한 후 썩은 가랑잎이 쌓인 부엽토나 짚두엄 밑에 알을 낳는다. 알은 대략 45-100개까지 낳는다. 유충은 자라는 동안 두 번 탈피를 한 뒤 월동한다. 다음해 초여름에 땅 속으로 들어가서 번데기가 되었다가, 총 3령의 유충 단계와 전용 단계,번데기를 거쳐서 15~20일 뒤에 성충으로 우화한다. 한반도 전체에 분포하며 제주도에서도 상당수가 발견되지만 울릉도와 독도에서는 서식하지 않는다. 한국·중국·일본·타이완·동남아시아 등지의 낙엽수림지에 분포한다. 장수풍뎅이의 수명은 성충이 되어서 대략 1-3개월 정도 산다. 애완용 및 약용으로 사육한다.
최근까지 한반도에 서식하는 장수풍뎅이는 중국과 동일한 종인 llomyrina dichotoma dichotoma(원명아종)으로 알려졌지만 2020년 연구에 의하면 중국의 랴오닝성 및 지린성에서 한반도에 서식하는 종은 llomyrina dichotoma dichotoma가 아닌 일본과 동일종인  Allomyrina dichotoma septentrionalis 인것으로 확인되었다.

## 아종
- Allomyrina dichotoma dichotoma : 중국 동부에서 서남부에 걸쳐 서식
- Allomyrina dichotoma septentrionalis : 한반도( 제주도 포함), 일본 대마도, 혼슈, 시코쿠, 큐슈, 중국 랴오닝성, 지린성 [5]
- Allomyrina dichotoma tunobosonis : 대만
- Allomyrina dichotoma politus : 태국, 라오스, 베트남
- Allomyrina dichotoma takarai : 일본 오키나와섬
- Allomyrina dichotoma inchachina : 일본 구메섬
- Allomyrina dichotoma tsuchiyai : 일본 구치노에라부섬
- Allomyrina dichotoma shizuae : 일본 야쿠섬, 다네가섬
- Allomyrina dichotoma  shennongjii : 중국 후베이성
- Allomyrina dichotoma xizangensis : 중국 티베트고원
- Trypoxylus dichotomus corniculatus : 네팔, 부탄 등 히말라야산맥을 따라 분포

## 사진

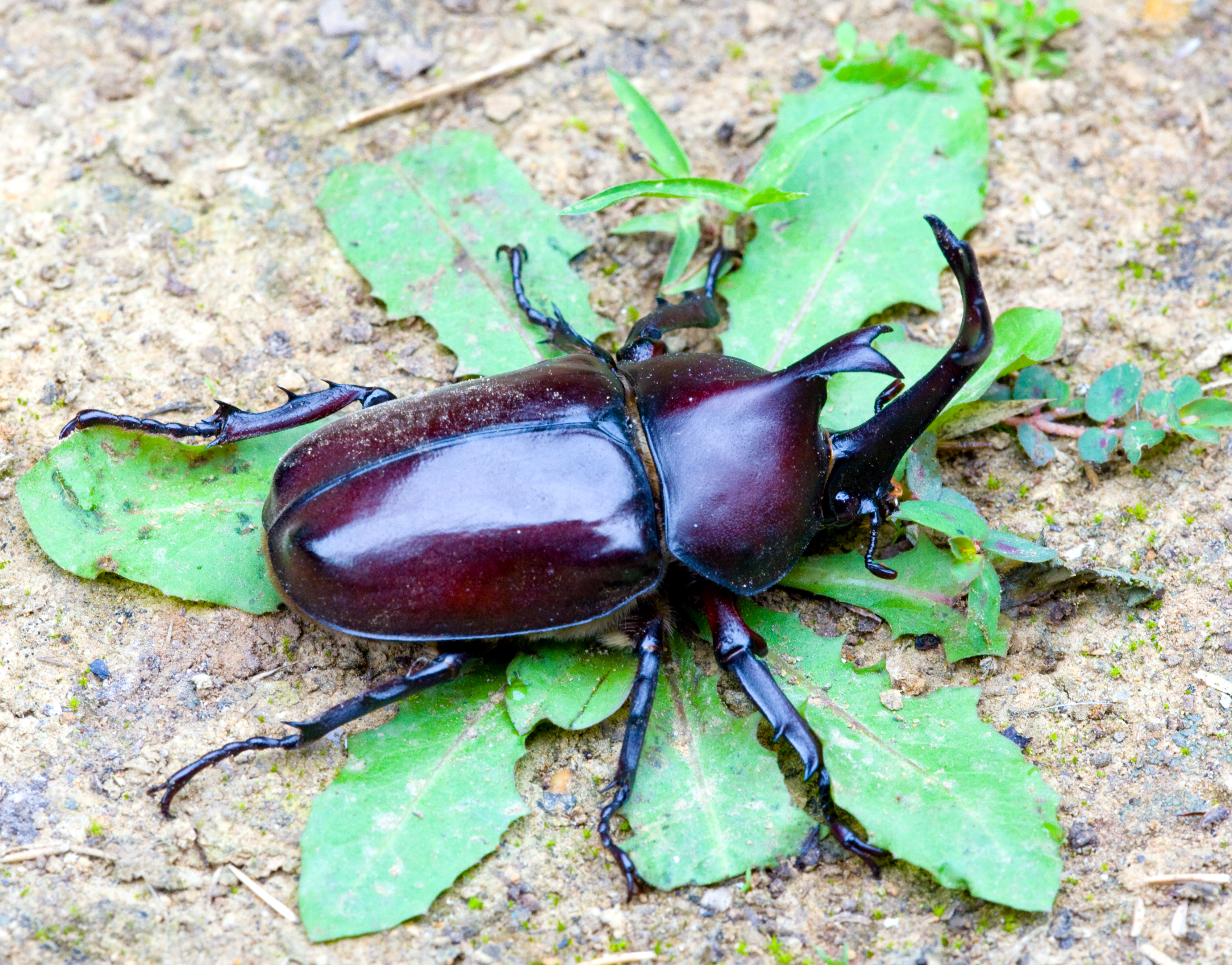
수컷
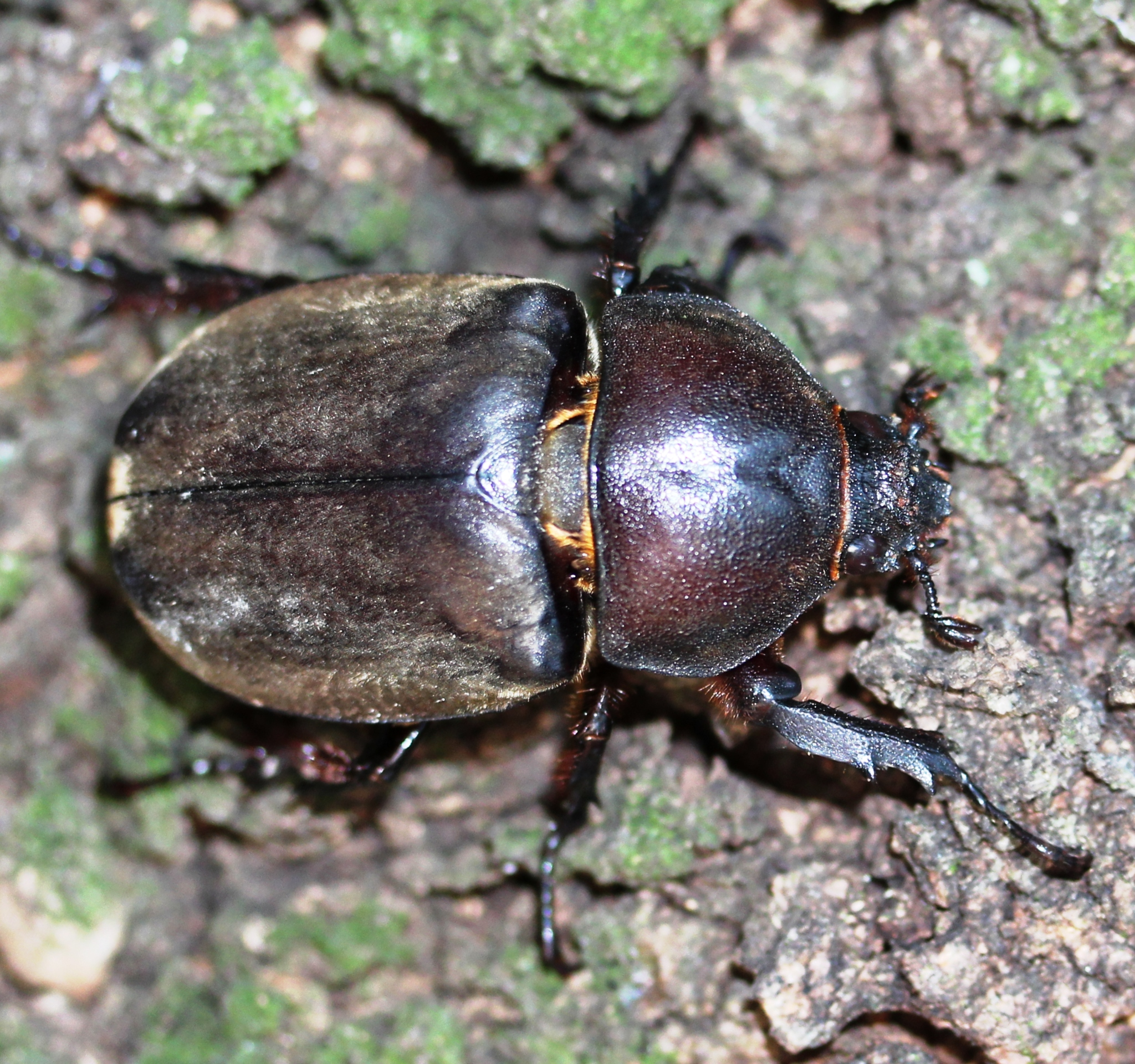
암컷
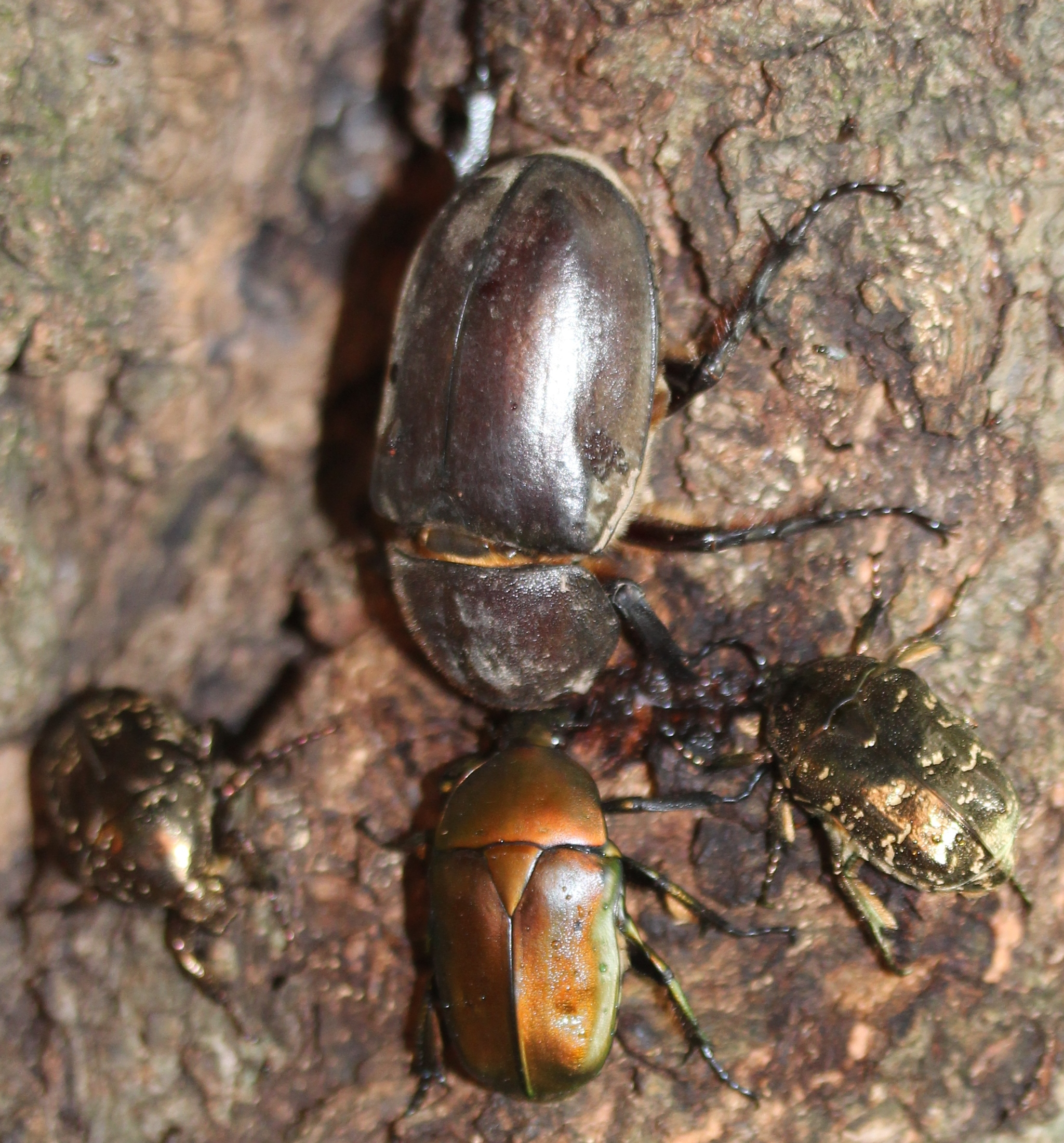
풍이와 점박이꽃무지와 수액먹는 모습
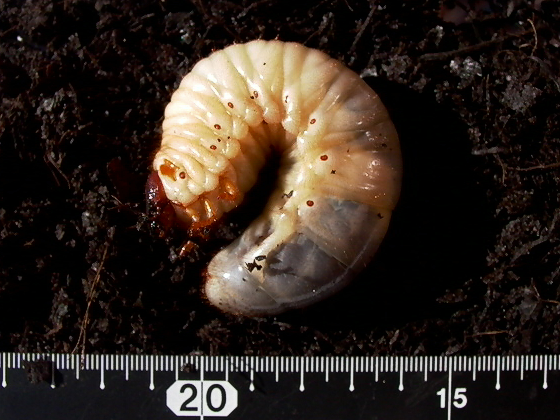
애벌레(굼벵이)

## 유충
장수풍뎅이의 유충은 1령~3령까지는 하얀색을 띈다.
그리고 3령 후반 (종령)유충은 번데기가 될 준비를 해, 번데기방에 들어가서 3~4일 정도 움직이지도 않고 있는데, 이 단계를 전용이라고 한다. 모든 딱정벌레목은 이 과정을 모두 거친다. 장수풍뎅이의 번데기는 주황색을 띈다.

## 같이 보기
- 흰점박이꽃무지
- 사슴풍뎅이

## 참고 자료
1. ↑  한반도 생물자원 포털
2. ↑  황슬마로 저. <세계 장수풍뎅이 해설>. 자연과생태. 2011
3. ↑  https://species.nibr.go.kr/endangeredspecies/rehome/exlist/exlist.jsp?1=1&1=1&extinct_grd_cd=RS&sch_gbn=cl&middle=3&minor=3&sch_comm_group=IN&extinct_grd_cd2=%ED%95%B4%EC%A0%9C%EC%A2%85&sch_ex2=Y&sch_rcomm_group5=IN&page_count=1
4. ↑  https://terms.naver.com/entry.nhn?docId=744419&cid=46691&categoryId=46691 국립중앙과학관 - 곤충정보
5. 1 2  Yang, Huan; You, Chong Juan; Tsui, Clement K. M.; Tembrock, Luke R.; Wu, Zhi Qiang; Yang, De Po (2020년 12월 22일). “Phylogeny and biogeography of the Japanese rhinoceros beetle, Trypoxylus dichotomus (Coleoptera: Scarabaeidae) based on SNP markers”. 《Ecology and Evolution》 11 (1): 153–173. doi:10.1002/ece3.6982. ISSN 2045-7758.